# Campionati jugoslavi di sci alpino 1985
Ai Campionati jugoslavi di sci alpino 1985 furono assegnati i titoli di discesa libera, supergigante, slalom gigante, slalom speciale e combinata, sia maschili sia femminili.

## Risultati
| Specialità      | Uomini          | Donne             |
| --------------- | --------------- | ----------------- |
| Discesa libera  | Janez Pleteršek | Veronika Šarec    |
| Supergigante    | Boris Strel     | Andreja Leskovšek |
| Slalom gigante  | Rok Petrovič    | Andreja Leskovšek |
| Slalom speciale | Rok Petrovič    | Mateja Svet       |
| Combinata       | Janez Pleteršek | Andreja Leskovšek |